# 原鸦片碱
原鸦片碱是一种含氮有机化合物，化学式C20H19NO5，是存在于罌粟、紫堇等植物中的生物鹼。